# Superheroine Chronicles Burnout Neo - 1
Superheroine Chronicles Burnout Neo - 1 (バーニングアクション　スーパーヒロイン列伝　バーンアウト・ネオ　前編)  es una película japonesa, del 10 de febrero de 2012, producida por Zen Pictures, del género tokusatsu, de acción y aventuras, con artes marciales, dirigido por Kanzo Matsuura, y protagonizada por Ayana Tanigaki y Asami.
La película posee una segunda parte.
El idioma es en japonés, pero también está disponible con subtítulos en inglés, en DVD o descargable por internet.

## Argumento
Misa y Lynn son una pareja de chicas que forman un equipo especial de protección de personas importantes, llamado "Garuda".
Una nueva misión se las encomienda y consiste en proteger al desarrollador de la Neo-energía, el Dr. Kanbayashi. Misa y Lynn escoltan al Dr. Kanbayashi para reunirse con su hijo al oeste de la ciudad. La misión parece no tener problemas, pero de pronto son atacados por un grupo misterioso comandado por un jefe llamado Seeker. Misa y Lynn se separan durante la lucha, de forma que Lynn logra escapar, y Misa con el Dr. Kanbayashi son capturados, debido a la entrada en acción de Seeker, que derrota a Misa.